# Potężny Indeksowany Wyświetlacz Oknowy
Potężny Indeksowany Wyświetlacz Oknowy, w skrócie P.I.W.O. – inicjatywa studentów Politechniki Wrocławskiej, polegająca na wykorzystaniu elewacji budynku akademika we wrocławskim „Wittigowie” i jego okien jako swoistego ogromnego wyświetlacza o wymiarach 12×10 pikseli (wysokość elewacji to 10 jednakowych kondygnacji, a szerokość – 12 okien na każdej kondygnacji).

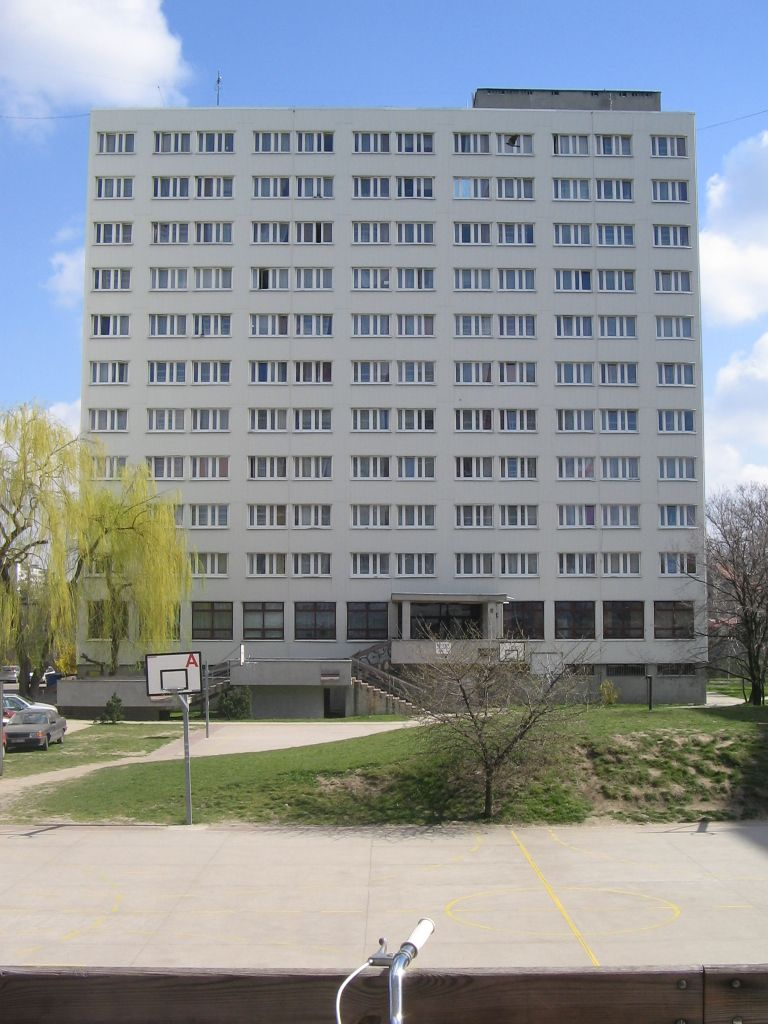
Elewacja akademika w Wittigowie

Pomysłodawcą przedsięwzięcia, po raz pierwszy zaprezentowanego w juwenalia 2007 roku, był ówczesny student Wydziału Elektroniki specjalności Aparatura Elektroniczna Filip Rus.

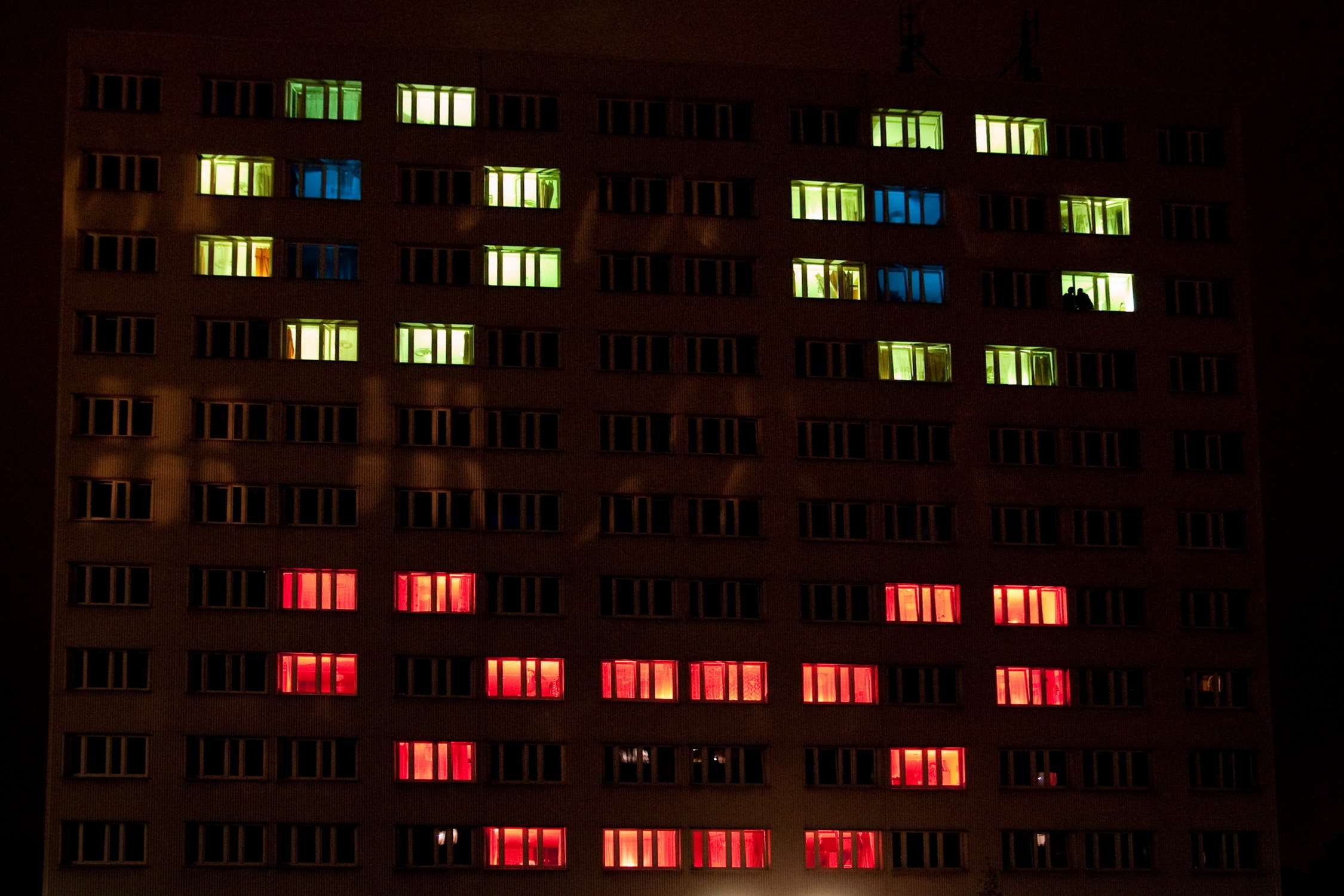
Jeden z obrazków wyświetlanych podczas prezentacji P.I.W.O.4

Wyświetlacz zbudowano na elewacji akademika T-17 „Ikar” przy ulicy Wróblewskiego 27. Pomysł sprowadzał się do komputerowego zarządzania cyklem świecenia i wygaszania lamp sufitowych w poszczególnych pokojach. Dzięki temu udało się zrealizować układanie się oświetlonych okien w różne kształty i zmieniające się sekwencje, pozwalające na pokazywanie znaków alfanumerycznych i prostych animacji. Dzięki zaproszeniu na wieczorny pokaz kamer lokalnej telewizji, przedsięwzięcie zyskało popularność w środowisku wrocławskich mediów pomimo początkowego niepowodzenia (pierwszy z zaplanowanych pokazów nie odbył się z powodu problemów technicznych, i kolejną – tym razem udaną – próbę podjęto tydzień później).
Rok później, 13 maja 2008, podczas kolejnych juwenaliów, projekt został zrealizowany ponownie (jako P.I.W.O.2), tym razem z wykorzystaniem elewacji identycznego z T-17 akademika T-16 „Tower” przy ul. Wittiga 4. Sterowniki znajdujące się na poszczególnych piętrach, sterowane z laptopa zarządzały zapalaniem się i gaszeniem żarówek białej i czerwonej, dzięki czemu uzyskano dodatkowy efekt barwny. Uniknięto przy tym usterek poprzedniego projektu będących skutkiem faktu, iż mieszkańcy poszczególnych pokojów mieli w swoich lampach sufitowych różne typy żarówek, co objawiało się różną jasnością świecenia poszczególnych pikseli. Godzinny pokaz rozpoczął się niemal bez opóźnienia i spotkał się ze sporym odzewem medialnym.
W roku 2009, również w juwenalia, zrealizowano P.I.W.O. po raz trzeci, tym razem stosując zestawy żarówek w czterech kolorach: czerwonym, niebieskim, zielonym i żółtym. Każdy moduł oświetleniowy wyposażony był w osiem 60-watowych żarówek (po dwie na każdy kolor). Organizatorom projektu udało się – dzięki sukcesom obu jego poprzednich edycji – zgromadzić odpowiednie środki i sponsorów również spoza samej Politechniki, dzięki czemu użyto rozwiązań bardziej zaawansowanych technologicznie i dających lepsze efekty wizualne niż poprzednio.
Kolejny pokaz, już czwarty, odbył się 11 maja 2010 podczas kolejnych juwenaliów. Tym razem organizatorzy posłużyli się radiową siecią bezprzewodową (akcję nazwano P.I.W.O.4 wireless; poprzednio na połączenie sterowników z poszczególnymi pokojami i centralnym komputerem zużywano każdorazowo około 2 kilometrów kabla – skrętki). Wykorzystali też efekt regulacji jasności świecenia żarówek, co wzbogaciło możliwości prezentowanych animacji. Realizacja przedsięwzięcia poprzedzona była dodatkowo kampanią reklamową (plakaty, krótki film w YouTube), dzięki czemu uzyskano spory oddźwięk medialny. Krótko przed pokazem organizatorzy stwierdzili awarię kilku pikseli w skrajnej prawej kolumnie okien, więc zdecydowali wyłączyć je wszystkie, ograniczając pole wyświetlacza do matrycy 11×10, co widoczne jest na załączonych fotografiach z prezentacji.
Projekt P.I.W.O. jako reklama Politechniki Wrocławskiej ma na celu między innymi zachęcanie młodych ludzi do wyboru technicznych kierunków studiów, a samym jego realizatorom przysparza doświadczeń przydatnych w ich przyszłej praktyce zawodowej. Sama prezentacja projektu, będąca okazją do zgromadzenia świętującej juwenalia młodzieży na pokazie, tak jak na innych imprezach masowych (np. zawody sportowe, koncerty), ma też w założeniach integrację środowiska studenckiego Wrocławia. W maju 2011 roku odbyła się kolejna (piąta) edycja prezentacji P.I.W.O. z zastosowaniem kolorowych diod elektroluminescencyjnych (LED) dużej mocy zamiast żarówek. Szósty pokaz zrealizowano 8 maja 2012, a siódmy – 10 maja 2013. Również w następnych latach realizowane były tego rodzaju pokazy, m.in. podczas juwenaliów w maju 2017 był już jubileuszowy 10. pokaz P.I.W.O., w którym oprócz efektów świetlnych z zapalającymi się i gasnącymi światłami w oknach wykorzystano też (tak jak rok wcześniej) ruchome obrazy rzutowane laserem na ścianę budynku, a także muzyczne efekty audio. W 2021 roku z powodu pandemii COVID-19 pokaz odbył się w sferze wirtualnej. Studenci z redakcji PaliTechniki, strony na Facebooku „Wydziału memów politechnika wrocławska” oraz SKN MOS zorganizowali pochód studentów w grze Minecraft, a głównym elementem wydarzenia był pokaz P.I.W.O. na wirtualnym akademiku.
Organizatorzy projektu P.I.W.O. – oprócz pokazów podczas juwenaliów – realizowali też podobne przedsięwzięcia w innych miejscach miasta, m.in. na budynku C-13 Politechniki (zwanym „Serowcem”) przy Wybrzeżu Wyspiańskiego, a wcześniej na odrzańskiej wyspie Tamka. Brali też udział w wizualnym wzbogaceniu koncertu Orkiestry Politechniki Wrocławskiej w roku 2019.

Napis PIWO4
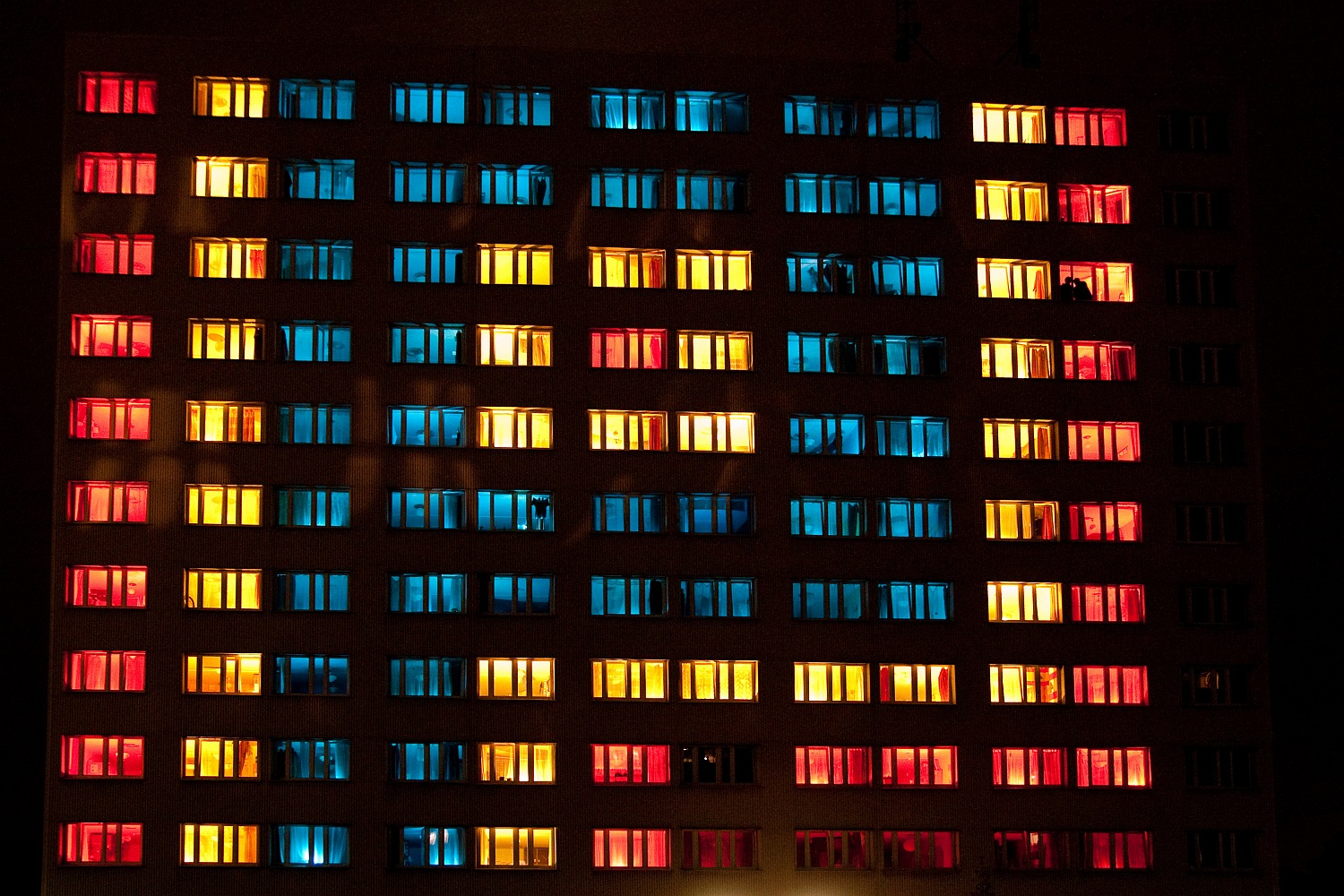
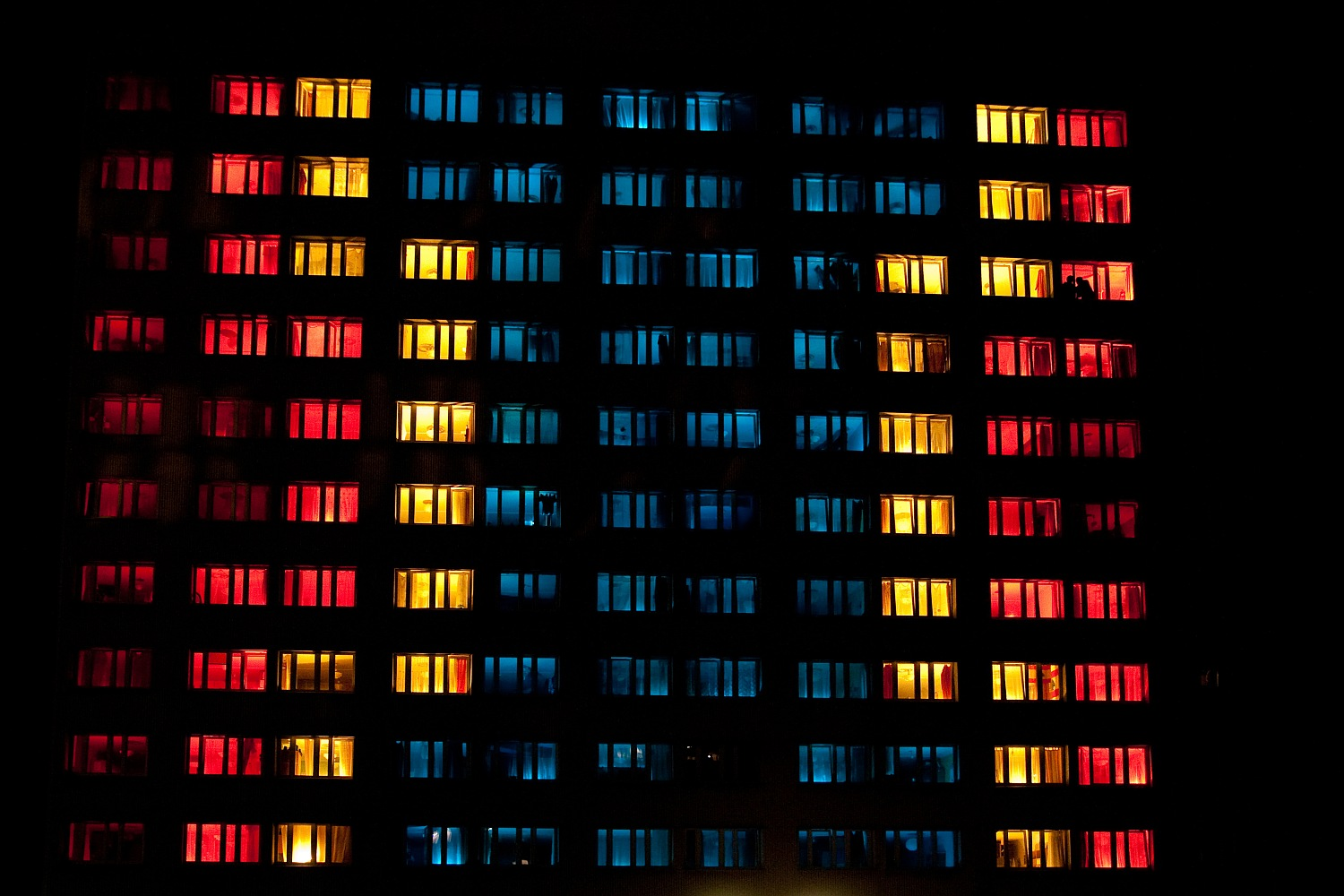
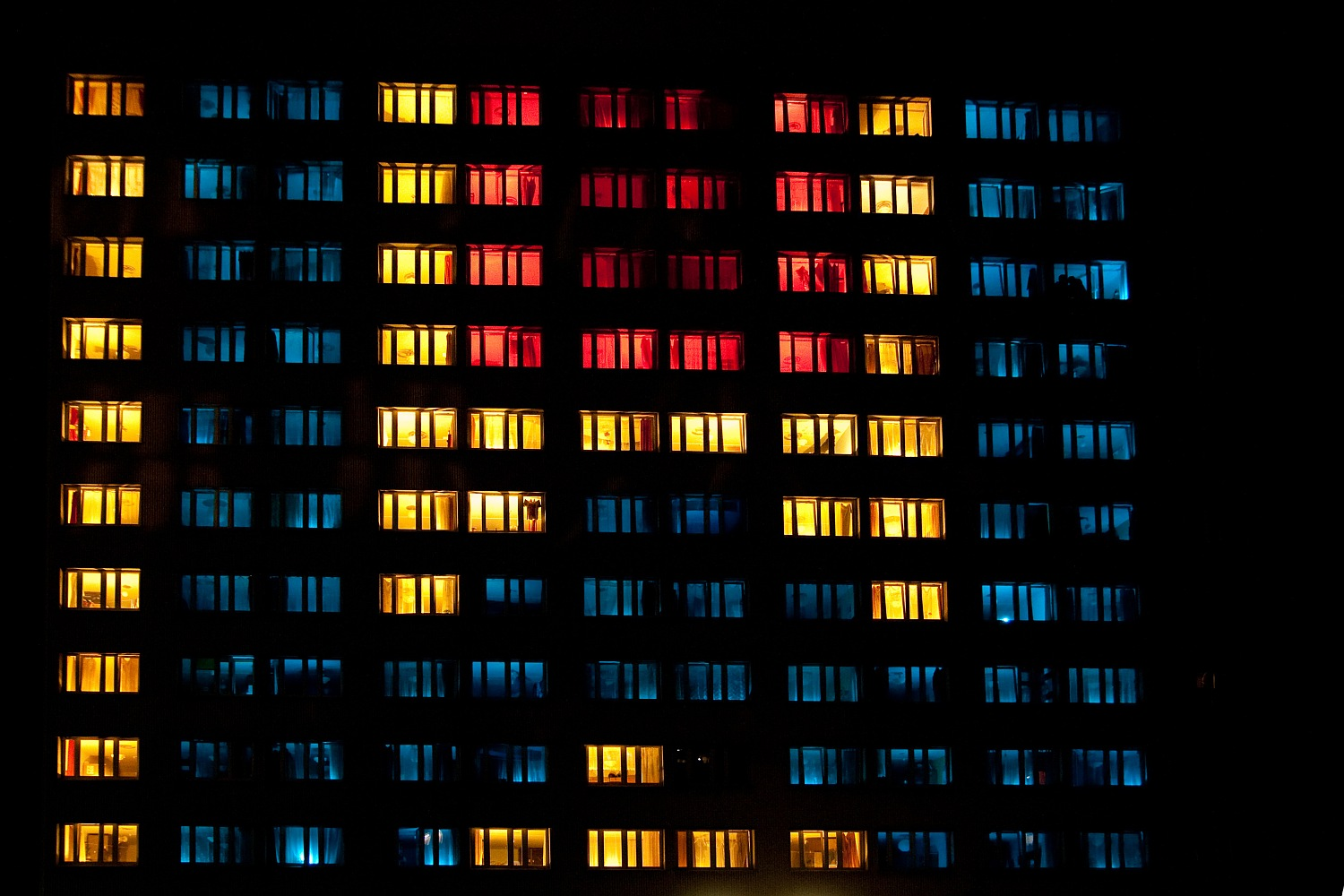
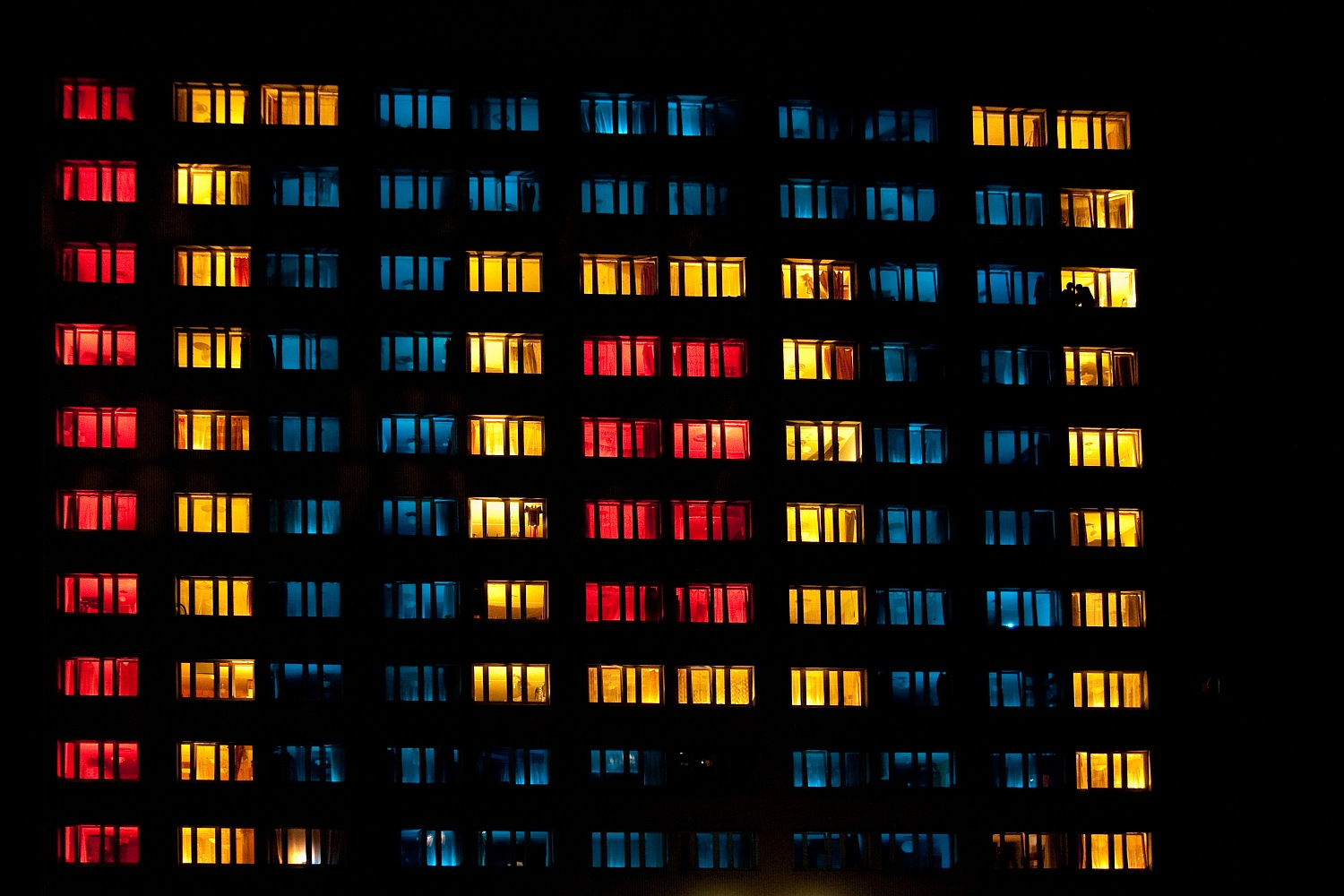
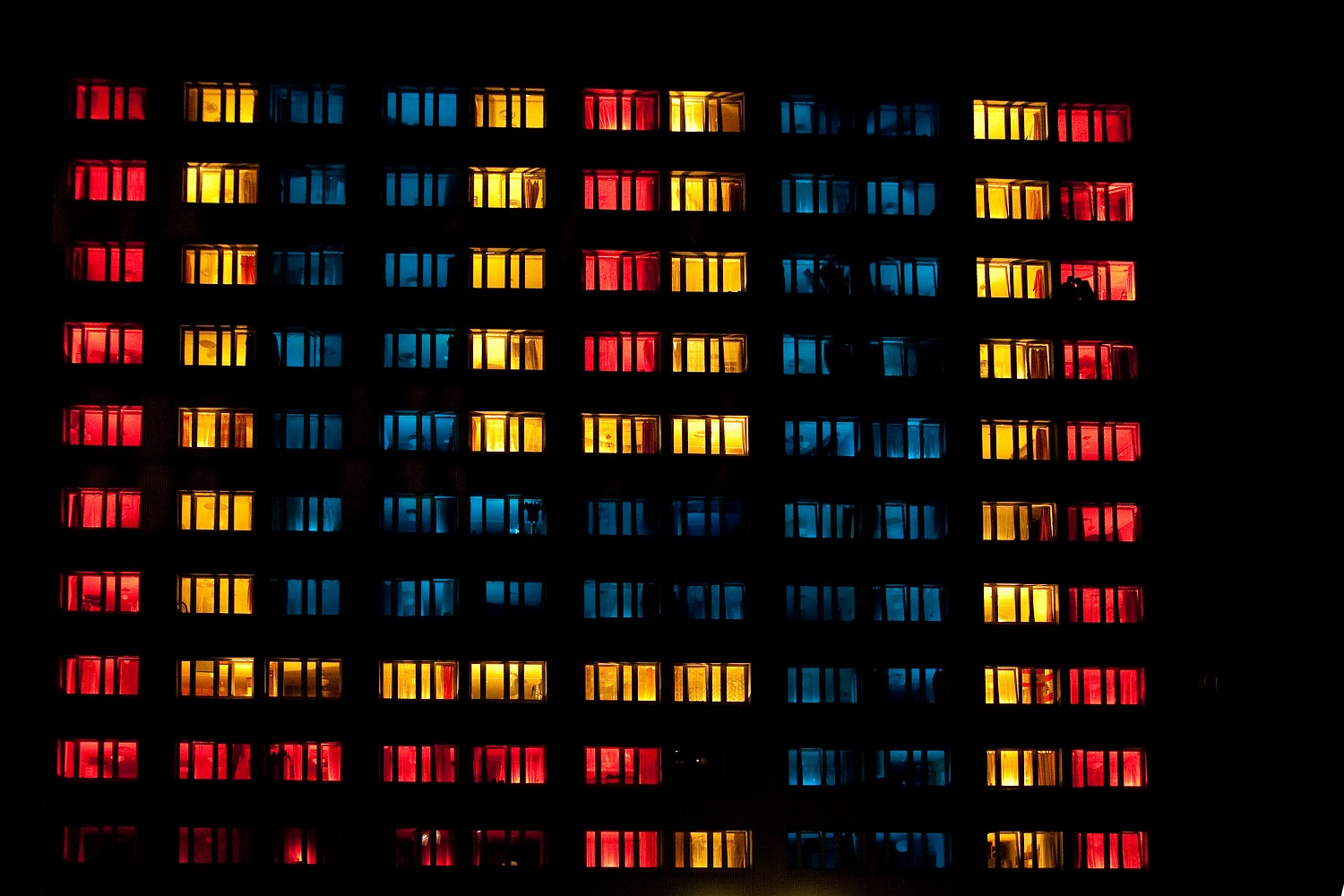